# La Tour-Maubourg
La Tour-Maubourg – stacja linii nr 8 metra  w Paryżu. Stacja znajduje się w 7. dzielnicy Paryża. Została otwarta 13 lipca 1913 roku.